# Henry Villard

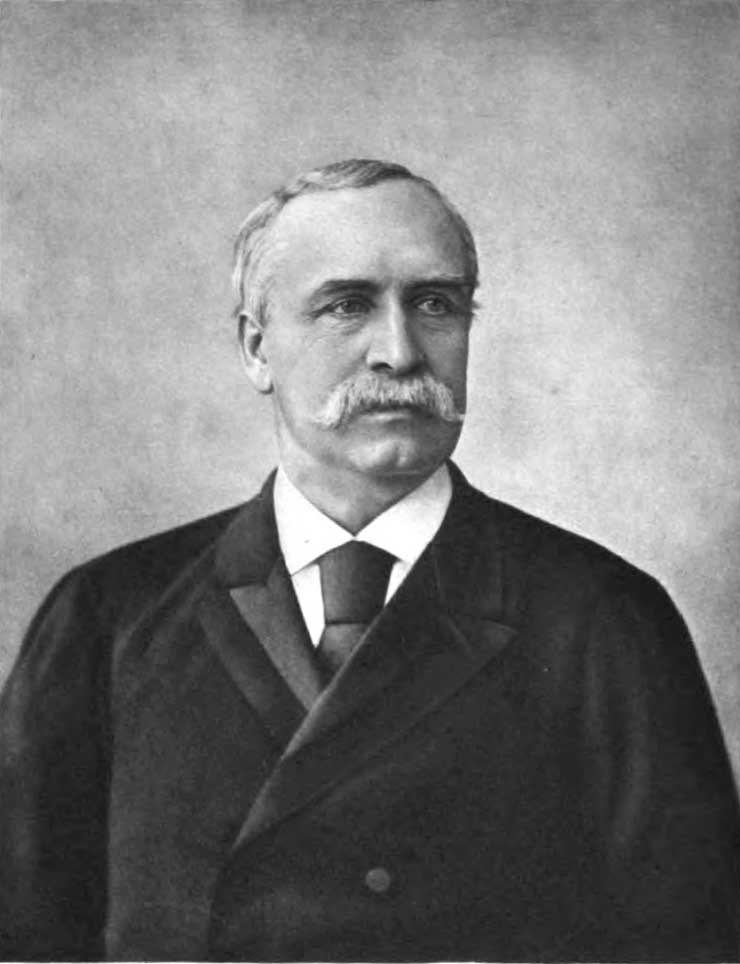
Henry Villard

Henry Villard, eigentlich Heinrich Hilgard, (* 10. April 1835 in Speyer; † 12. November 1900 in Dobbs Ferry, New York, USA) war ein deutscher Emigrant und Eisenbahnmagnat in den USA. In seiner Heimat machte er sich als Großspender für gemeinnützige Einrichtungen einen Namen.

## Leben
Am 10. April 1835 wurde Heinrich Gustav Hilgard in Speyer geboren, als Sohn des strengen und königstreuen Juristen Gustav Hilgard (1807–1867) und dessen Gattin Lisette geb. Pfeiffer (1811–1859), Tochter des Speyerer Salzamtmannes Franz Joseph Pfeiffer. Nachdem der Vater 1839 als Staatsanwalt an das Appellationsgericht in Zweibrücken versetzt worden war, wurde Zweibrücken zur Heimat der Familie und Heinrich besuchte dort ab 1841 die Grundschule. Zwei Jahre später wechselte er auf die vierklassige Lateinschule und 1847 an das vierklassige Gymnasium. Während des Pfälzischen Aufstandes im Mai/Juni 1849 zog er sich den Zorn des Religionslehrers und Stadtpfarrers zu, weil er bei einem Gebet die Fürbitte für den bayerischen Monarchen wegließ. So musste er nach Ende des Aufstandes das Zweibrücker Gymnasium verlassen und besuchte bis 1850 das Collège in Pfalzburg, wo ihm Alexandre Chatrian Nachhilfe in französischer Sprache erteilte. Ab 1850 besuchte er das Gymnasium in Speyer, das er zwei Jahre später erfolgreich abschloss. Hilgard studierte in München, zuerst am Polytechnikum, dann an der Universität. Dort wurde er 1853 Mitglied des Corps Franconia München. Im Sommersemester 1853 ging er an die Universität Würzburg, um Jurisprudenz zu studieren. Auch dieses Studium entsprach nicht seinen Neigungen. Sein Vater hatte indessen die hochgeachtete Stellung eines Bezirksgerichtspräsidenten in Zweibrücken inne.
Ein Zerwürfnis mit seinem Vater voraussehend, machte er sich mit geliehenem Geld auf den Weg nach Hamburg, von wo er nach Amerika auswanderte. Am 13. Oktober 1853 landete er ohne Englischkenntnisse in New York. Sein Großonkel, der Jurist Theodor Hilgard (1790–1873) in Belleville in Illinois, überwies ihm 50 Dollar und teilte dem „ungeratenen Sohn, ... der ohne Wissen und Willen des Vaters nach Amerika gekommen ist“ mit, dass „seine Verwandten ihn nicht zu empfangen wünschten, ehe sie deutlich über die Gründe unterrichtet wären, welche ihn nach Amerika geführt hätten“. Im folgenden Jahr 1854 kam er über mehrere Stationen (Philadelphia, Cincinnati und Chicago) durch Vermittlung seines Stiefonkels Robert Hilgard endlich doch noch nach Belleville, wo sich sein 1835 ausgewanderter Onkel Theodor Hilgard (1808–1871) seiner annahm.
Hilgard verbesserte mit großem Eifer seine Englischkenntnisse, änderte seinen Namen in Henry Villard und wandte sich dem Journalismus zu. 1856 übernahm er das deutschsprachige Volksblatt in Chicago. Den Amerikanischen Bürgerkrieg von 1861 bis 1865 erlebte er als Kriegsberichterstatter. Nach dem Krieg heiratete er Fanny Garrison, die Tochter von William Lloyd Garrison, der ein bekannter Gegner der Sklaverei war.
Hilgard widmete sich dem Ausbau des US-amerikanischen Eisenbahnwesens. Er wurde Präsident mehrerer Bahngesellschaften. 1883 war er maßgeblich an der Fertigstellung der Northern Pacific Railroad beteiligt. Als Partner von Thomas Alva Edison finanzierte er die Verwertung von dessen Erfindungen und gründete die General Electric Company.
Seiner Heimatstadt Zweibrücken stiftete er ein Waisenhaus, die nachmalige Hilgardschule; in seiner Geburtsstadt Speyer unterstützte Hilgard den Bau der Gedächtniskirche, eines Gymnasiums und des Diakonissenkrankenhauses, dessen Hausgeistlicher Karl Anton Scherer sein Schulfreund war. 1895 wurde ihm deshalb das Ehrenbürgerrecht von Speyer verliehen, auf dem Gelände der Diakonissenanstalt befindet sich eine Büste Hilgards und die Straße, die von der Gedächtniskirche zum Krankenhaus führt, wurde nach ihm benannt (Hilgardstraße).